# New Boston (Ohio)
New Boston é uma vila localizada no estado norte-americano de Ohio, no Condado de Scioto.

## Demografia
Segundo o censo norte-americano de 2000, a sua população era de 2340 habitantes.
Em 2006, foi estimada uma população de 2182, um decréscimo de 158 (-6.8%).

## Geografia
De acordo com o United States Census Bureau tem uma área de
3,0 km², dos quais 2,9 km² cobertos por terra e 0,1 km² cobertos por água. New Boston localiza-se a aproximadamente 178 m acima do nível do mar.

## Localidades na vizinhança
O diagrama seguinte representa as localidades num raio de 12 km ao redor de New Boston.